# USS Leyte (CV-32)
USS Leyte (CV-32) bio je američki nosač zrakoplova u sastavu Američke ratne mornarice i jedan od nosača klase Essex. Bio je treći brod u službi Američke ratne mornarice koji nosi ime Leyte. Služio je od 1946. do 1959. godine. Ušao je prekasno u službu da bi sudjelovao u borbama u Drugom svjetskom ratu. Leyte je odlikovan s 2 borbene zvijezde (eng. battle stars – odlikovanje za sudjelovanje u bitkama) za sudjelovanje u Korejskom ratu. Za razliku od većine brodova u klasi, na Leyteu nije napravljena niti jedna veća modernizacija tako da je izgledom ostao isti kakav je i napravljen.
Povučen je iz službe 1959. godine, a 1970. je prodan kao staro željezo.

### Zajednički poslužitelj
|  | Zajednički poslužitelj ima stranicu o temi USS Leyte (CV-32)    |
|  | Zajednički poslužitelj ima još gradiva o temi USS Leyte (CV-32) |